# Rick Hoffman
Rick Hoffman, född 12 juni 1970, är en amerikansk skådespelare. Han är mest känd för sin roll som Patrick Van Dorn i Jake in Progress och som Louis Litt i dramaserien Suits.